# Matt Stoller
Matthew Stoller (nascido em 8 de fevereiro de 1978) é um comentador político e autor americano. Stoller é o diretor de investigação do American Economic Liberties Project.

## Infância e educação
Stoller nasceu em Londres e cresceu em Miami, Flórida, com o seu irmão Nicholas Stoller, um cineasta. A sua mãe, Phyllis, é operadora de turismo, e o seu pai, Eric C. Stoller, é executivo bancário.
Frequentou a St. Paul's School e depois formou-se em história pela Harvard College.

## Carreira
Após a faculdade, Stoller trabalhou numa startup de software em Massachusetts. Durante esse tempo, começou a blogar sobre política na preparação para a Guerra do Iraque de 2003. Stoller aliou-se aos falcões de guerra democratas no apoio à invasão. Depois de a base da guerra ter sido mostrada como enraizada em premissas falsas e que aqueles que a promoveram não enfrentariam consequências, Stoller ficou deprimido e sentiu que havia "endossado assassinato em massa". Em 2008, começou a trabalhar como membro da equipe do congressista Alan Grayson, onde trabalhou em políticas envolvendo transparência da Reserva Federal e execuções hipotecárias.
Stoller foi produtor do The Dylan Ratigan Show na MSNBC . Stoller então mudou-se para Los Angeles para trabalhar como escritor e ator na primeira temporada da série de televisão Brand X com Russell Brand. Stoller atuou como ajudante de Brand, trazendo à tona assuntos que foram então comentados por Brand.
A partir de 2015, Stoller foi consultor político sénior e analista orçamentário do Comité de Orçamento do Senado.
Em 2016, Stoller começou a trabalhar para a Open Markets, um grupo inserido no think tank New America. Na Open Markets, "investigou a história da relação entre o poder financeiro concentrado e o Partido Democrata no século XX". Em 2017, a Open Markets publicou uma declaração em apoio a uma multa de 4 mil milhões de euros dada pelos reguladores europeus ao Google e exortando as autoridades americanas a fazerem o mesmo. O grupo foi convidado a deixar a New America logo depois. Em 2020, Stoller e alguns outros membros da Open Markets criaram a sua própria organização, o American Economic Liberties Project. A organização é apartidária e não aceita dinheiro corporativo.
Stoller é consultor da American Compass, um think tank conservador criado por Oren Cass e uma organização parceira no Projeto 2025. Em 2024, a American Compass foi alvo de escrutínio depois que um erro de divulgação de doadores revelou apoio financeiro de várias organizações filantrópicas de tendência liberal, levantando questões sobre financiamento cruzado ideológico nos círculos políticos.
Em 2019, Stoller publicou o livro Goliath: The 100-Year War Between Monopoly Power and Democracy, uma história da política económica dos Estados Unidos. Começa com a ascensão da política antimonopólio, incluindo a nomeação de Louis Brandeis para a Supremo Tribunal em 1916, depois a regulamentação e a ação antitruste sob o New Deal, para os economistas antirregulamentação da Escola de Chicago, o desmantelamento das regulamentações antitruste e financeiras que resultaram nos monopólios empresariais vistos hoje. O livro foi descrito pelo Politico como o "texto histórico fundamental para um movimento que veio a ser conhecido como a Nova Escola Brandeisiana". O movimento inspira-se em Louis Brandeis, que foi um proeminente antimonopolista. Brandeis acreditava que a ação antitruste deveria impedir qualquer empresa de manter muito poder sobre a economia porque os monopólios eram prejudiciais à inovação, à vitalidade empresarial e ao bem-estar dos trabalhadores.
Para ajudar a promover o seu livro e suas ideias, Stoller iniciou uma newsletter intitulada Big. Em 2023, tinha cerca de 85.000 assinantes. Em 2024, Stoller e o editor executivo do The American Prospect, David Dayen, iniciaram um podcast spin-off intitulado Organized Money .

## Crenças
Stoller é um antimonopolista. Grande parte do seu trabalho concentra-se na defesa da quebra de monopólios e na promoção da concorrência regulamentada. Com o seu trabalho centrado em história intelectual e política, em vez de eleições, Stoller fez alianças com membros de ambos os partidos. Stoller apoiou as políticas da senadora democrata Elizabeth Warren e do senador republicano Josh Hawley que, durante o seu tempo como procurador-geral do Missouri, foi o primeiro procurador-geral estadual a processar o Google com base na lei antitruste. Num perfil de Stoller, o Politico descreveu a sua crença "dogmática" de que o objetivo de quebrar monopólios é "tão central e tão urgente que quase qualquer outra causa ou relacionamento político deve ser sacrificado em seu serviço".